# Kleszczewo (gemeente)
De gemeente Kleszczewo is een landgemeente in het Poolse woiwodschap Groot-Polen, in powiat Poznański.
De zetel van de gemeente is in Kleszczewo.
Op 30 juni 2004 telde de gemeente 5174 inwoners.

## Oppervlakte gegevens
In 2002 bedroeg de totale oppervlakte van gemeente Kleszczewo 74,77 km², waarvan:
- agrarisch gebied: 90%
- bossen: 2%

De gemeente beslaat 3,94% van de totale oppervlakte van de powiat.

## Demografie
Stand op 30 juni 2004:
| Omschrijving                   | Totaal | Totaal | Vrouwen | Vrouwen | Mannen | Mannen |
| ------------------------------ | ------ | ------ | ------- | ------- | ------ | ------ |
| eenheid                        | aantal | %      | aantal  | %       | aantal | %      |
| inwoners                       | 5174   | 100    | 2630    | 50,8    | 2544   | 49,2   |
| bevolkingsdichtheid (inw./km²) | 69,2   | 69,2   | 35,2    | 35,2    | 34     | 34     |

In 2002 bedroeg het gemiddelde inkomen per inwoner 1482,89 zł.

## Administratieve plaatsen (sołectwo)
Bylin, Gowarzewo, Kleszczewo, Komorniki, Krerowo, Krzyżowniki, Markowice, Nagradowice, Poklatki, Śródka, Tulce, Zimin.

## Overige plaatsen
Szewce, Tanibórz, Bugaj, Lipowice.

## Aangrenzende gemeenten
Kostrzyn, Kórnik, Poznań, Swarzędz, Środa Wielkopolska